# Ода (балет)
«О́да» (фр. Ode) — балет в двух актах Леонида Мясина на музыку Николая Набокова по сценарию Бориса Кохно; первое серьёзное произведение композитора. В основе сценария лежит духовная ода Михаила Ломоносова «Вечернее размышление о Божием величестве при случае великого северного сияния» (1743). 
Оформление Павла Челищева и Пьера Шарбонье (проекции). 
Премьера состоялась 6 июня 1928 года в исполнении Русского балета Дягилева в Париже на сцене Театра Сары Бернар. 

## Премьера
- 1928, 6 июня — «Ода», представление в двух актах. Сценарий Б. Е. Кохно по оде М. В. Ломоносова. Музыка Н. Д. Набокова, хореография Л. Ф. Мясина, декорации и костюмы П. Ф. Челищева[2], освещение Пьера Шарбонье[3], дирижёр Р. Дезормьер, режиссер С. Л. Григорьев[1][4]

Роли и исполнители:
- Ученик (Поэт и Блик Света[5], т. е. Северное сияние) — Серж Лифарь[6]
- Природа — Ирина Белянкина (Ирина Григорьевна, племянница И. Ф. Стравинского[7]; у Нортон — Белянина[8][9])
- Участники празднества Природы — Фелия Дубровская, Алисия Никитина, Леонид Мясин, Николай Ефимов, Александра Данилова, Константин Черкас и Леон Войциковский[10]

С. Л. Григорьев указывал, что балет состоял из 2-х актов, у Лесли Нортон значится 1 акт, но встречаются данные о балете-оратории из 3-х актов.
В 1955 году Тамара Карсавина, описывая подготовку спектакля, отметила исключительную роль Дягилева в организации процесса: «Дягилев на первый взгляд, совершенно отстранился от участия в постановке. Однако она, великолепная во всех своих составных частях, проявляла печальные признаки того, что её тянут в разных направлениях. В ней было не больше координации, чем в оркестре без дирижёра. За пять дней до премьеры постановка всё ещё представляла собой бесформенную массу несогласованных между собой частей. Музыка, декорации и танец не связывались в одно целое. И в этот момент Дягилев взял на себя бразды правления. Он всех загнал, но больше всех себя самого. Высококомпетентный во всех вопросах искусства, он в последний час свёл воедино музыку, хореографию, освещение и даже руководил изготовлением костюмов. После дней и ночей лихорадочной работы, поощрения и тиранизирования занавес поднялся над удачным спектаклем».